# Tylko się jeździ
Tylko się jeździ (1973–1979 - Film Music From WFO Vaults) – album kompilacyjny, zbierający komplet nagrań z muzyką ilustracyjną, autorstwa Piotra Figla, zrealizowaną na zlecenie Wytwórni Filmów Oświatowych do filmów krótkometrażowych: Kiedy byliśmy mali (reż. Jadwiga Kędzierzawska) (1973), Tylko się jeździ (reż. Leokadia Migielska) (1974), Suita z brązu (reż. Kazimierz Mucha) (1974), Świat Memlinga w trzech odsłonach (reż. Kazimierz Mucha) (1975) i Lekcja pierwsza (reż. Henryk T. Czarnecki) (1979). Wydany nakładem wytwórni Gad Records (GAD CD 351), dnia 30 maja 2025 roku. Współpraca z WFO dała kompozytorowi tzw. wolną rękę, dzięki czemu z pełną swobodą wchodził on w świat muzycznych eksperymentów i brzmieniowych poszukiwań, w których często towarzyszyły mu jego ulubione organy Hammonda, które sprawdzały się zarówno w dynamicznych formach z pogranicza soulu i funky (Kiedy byliśmy mali, Tylko się jeździ), jak i w stricte eksperymentalnych formach (Suita z brązu czy psychodeliczno–awangardowy Świat Memlinga w trzech odsłonach).

## Lista utworów[2]
- 1–5: Tylko się jeździ (1974)
- 6–11: Kiedy byliśmy mali (1973)
- 12: Suita z brązu (1974)
- 13: Świat Memlinga w trzech odsłonach (1975)
- 14–19.: Lekcja pierwsza (1979)

- Muzyka: Piotr Figiel
- Nagrano w studiach Polskiego Radia w Warszawie: 14-15.12.1973 (6-11), 8-9.06.1974 (1-5), 9.09.1974 (12), 14.02.1975 (13), 1978 (14-19)

## Twórcy[1]
- Piotr Figiel – organy Hammonda, fortepian, syntezator
- Marek Bliziński – gitara (1-11)
- Zespoły instrumentalne pod dyr. Piotra Figla

## Opracowanie[1]
- Jakub Krakowiak (WFO) – koordynator projektu
- Sławomir Pękala (WFO), Jakub Walter (WFO) – transfer taśm
- Sławomir Kalwinek (WFO), Michał Wilczyński (GAD) – producent
- Łukasz Hernik (GAD) – współproducent, projekt graficzny
- Emilia Zięba (GAD) – redakcja
- Archiwum Wytwórni Filmów Oświatowych – zdjęcia
- Przemysław Pomarański – obróbka zdjęć